# 日月潭環潭公路
日月潭環潭公路，又稱日月潭環湖公路，一般俗稱為「環潭公路」或「環湖公路」，是一條環繞日月潭的臨岸道路，由台21線、台21甲線組成，全長約33公里，全線位於南投縣魚池鄉境內。

## 簡介
起初，日月潭僅有一條公路沿著日潭而行，後來於1995年9月間完工通車後，月潭也有一條公路可接通日潭公路，使日潭與月潭之間彼此交通上可互相往來，形成環繞日月潭一周的公路。當時，在南北兩端各設有收費站，分別以日潭收費站、月潭收費站區別，其道路則以「日潭公路」與「月潭公路」稱之。
實際上，未有正式的定義來區別兩者間道路的起迄點，加上日潭、月潭的區別是以潭面形狀，由拉魯島劃界定之，因此使月潭公路被一般認為是台21線60.7K開始，沿著潭岸向南至69K位置與台21甲線會合的這一段臨岸道路，其名雖為月潭公路，但北段仍有部分是臨日潭而行；日潭公路則相對是以台21甲線視之，全線多以緊鄰日潭之岸，約過拉魯島直線之岸界二龍山（玄光寺），此一南段便開始沿月潭而行，但因深入山區，地形阻隔之下，這段道路是以隧道通行，直達頭社村，最後與台21線69K位置會合之。如今，兩座收費站已於2011年11月25日完成拆除。
2012年3月，日月潭環潭公路因緊鄰湖畔，沿線有著寧靜、碧綠的湖面風光，又結合當地邵族的文化與豐富的生態環境，吸引遊客與畫家前來，因而被美國CNNGO選為全球十大最美自行車道之一
。自行車騎完全線一圈，時間約需3小時，為臺灣最長一條環湖公路
。

## 圖集

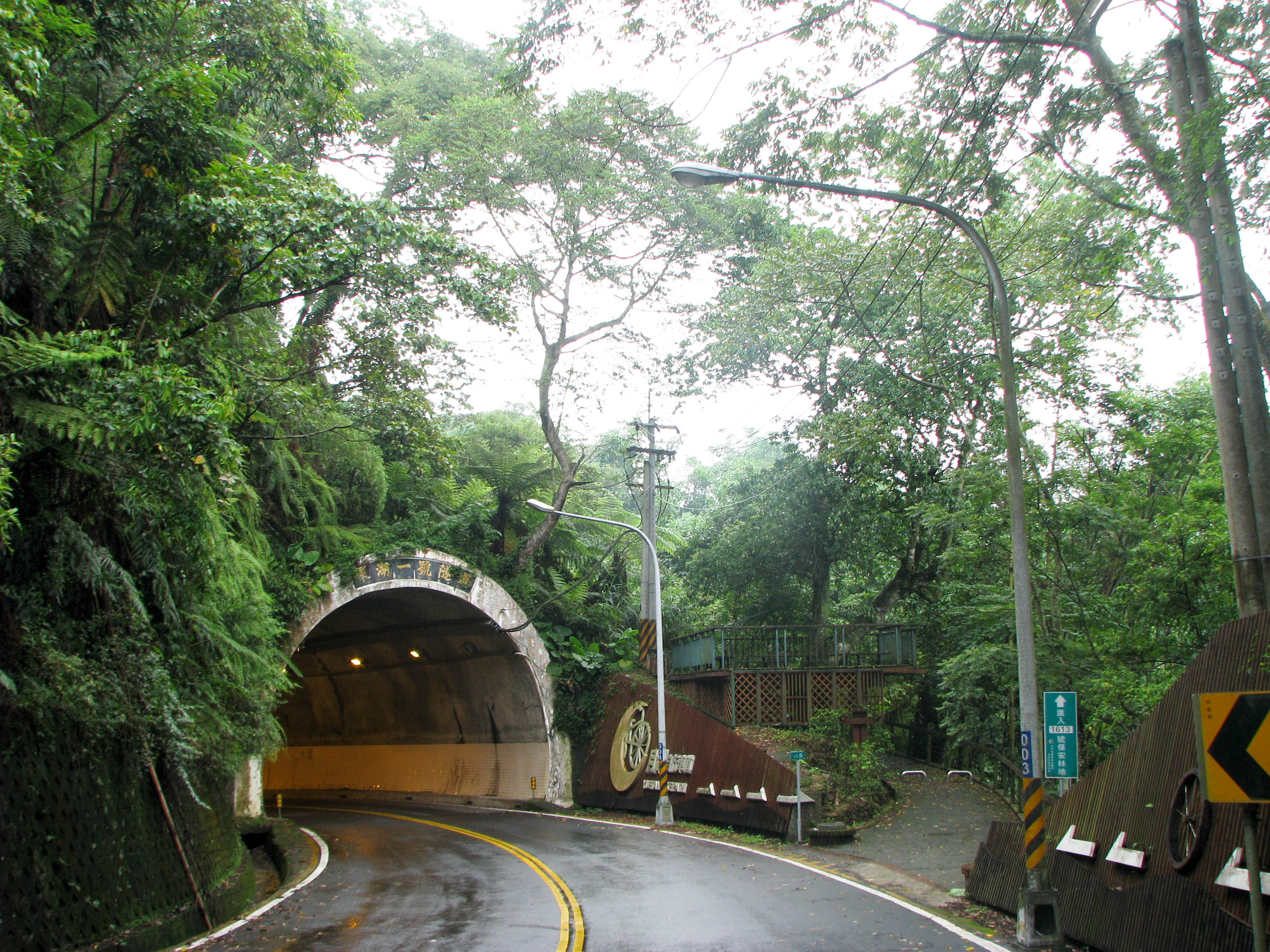
環湖一號隧道